# Les Rois de Las Vegas
Pour plus de détails, voir Fiche technique et Distribution.
Les Rois de Las Vegas (The Rat Pack) est un téléfilm américain réalisé par Rob Cohen, diffusé en 1998 sur HBO.

## Synopsis
Au début des années 1960, Frank Sinatra ses copains Dean Martin et Sammy Davis Jr. vivent la grande vie à Las Vegas au sein du Rat Pack.

## Fiche technique
Sauf indication contraire, les informations mentionnées dans cette section peuvent être confirmées par la base de données cinématographiques IMDb,  présente dans la section « Liens externes ».
- Titre original : The Rack Pack
- Titre français : Les Rois de Las Vegas
- Réalisation : Rob Cohen
- Scénario : Kario Salem
- Pays d'origine :  États-Unis
- Genre : drame biographique
- Durée : 120 minutes
- Classement : 13 ans et +

## Distribution
- Ray Liotta (VF : Patrick Borg) : Frank Sinatra
- Joe Mantegna (VF : José Luccioni) : Dean Martin
- Don Cheadle : Sammy Davis Jr.
- Angus Macfadyen : Peter Lawford
- William Petersen : John F. Kennedy
- Željko Ivanek (VF : Guy Chapellier) : Bobby Kennedy
- Bobby Slayton : Joey Bishop
- Megan Dodds : May Britt
- Deborah Kara Unger : Ava Gardner
- Veronica Cartwright : Rocky Cooper
- Dan O'Herlihy : Joe Kennedy
- Robert Miranda : Momo Giancana
- Barbara Niven : Marilyn Monroe
- Michelle Grace : Judy Campbell
- Tyrees Allen : George Jacobs
- Greg Berg : Eddie Cantor